# 쉬칭
쉬칭(許晴, 1969년 1월 22일 ~ )은 중국의 배우이다. 투자족 출신으로 베이징 영화 학원을 졸업하였다.